# The Confessions Tour
The Confessions Tour é o segundo álbum ao vivo da artista musical estadunidense Madonna, lançado em 26 de janeiro de 2007, pela Warner Bros. Records. Dirigido por Jonas Åkerlund, o álbum narra a turnê de 2006 da cantora, Confessions Tour. A produção foi gravada na Wembley Arena durante as apresentações da turnê em Londres no Reino Unido, e lançada nos formatos CD e DVD. O DVD contém todo o concerto e o CD inclui apenas treze canções ao vivo. O álbum tornou-se o primeiro lançamento da Semtex Films, uma empresa de produção fundada por Madonna em 2006.
Em geral, The Confessions Tour recebeu críticas positivas dos críticos contemporâneos, e venceu na categoria Melhor Filme Musical no Grammy Awards de 2008. O álbum chegou à primeira posição nas paradas oficiais da Austrália, Bélgica, República Tcheca, Hungria, Itália, Portugal e Espanha; e alcançou sucesso moderado em seu país natal, atingindo a posição de numero quinze na parada americana de álbuns Billboard 200. The Confessions Tour já vendeu mais de 1,2 milhões de cópias em todo o mundo.

## Antecedentes e desenvolvimento

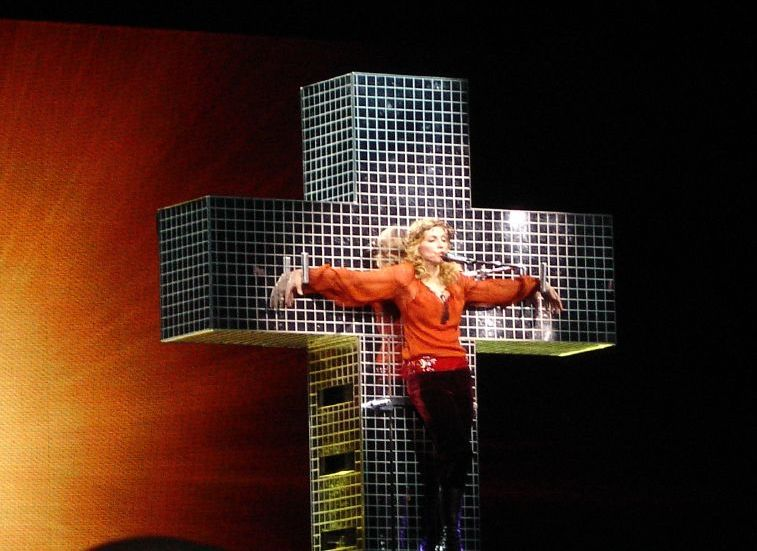
A apresentação de "Live to Tell" na Confessions Tour foi recebida com forte reação negativa por parte de grupos religiosos que a consideravam blasfêmia.

Após o lançamento do documentário I'm Going to Tell You a Secret e do álbum ao vivo de mesmo nome, em 2006, Madonna lançou seu segundo álbum ao vivo, The Confessions Tour, em 26 de janeiro de 2007. O álbum foi gravado na Wembley Arena nos dias 15 e 16 de agosto de 2006, durante os shows em Londres de sua turnê Confessions Tour, a qual promovia o álbum de estúdio Confessions on a Dance Floor, lançado em 2005. 
O álbum The Confessions Tour foi o primeiro lançamento da sua nova produtora, Semtex Films, e foi lançado nos formatos de DVD e CD, tendo sido dirigido por Jonas Åkerlund. O lançamento em DVD consiste na lista completa de 21 canções da turnê, enquanto o CD contém treze destaques do da produção. A turnê foi exibida pela primeira vez na rede de TV NBC durante o Dia de Ação de Graças de 2006. Esta transmissão foi editada, deixando de fora canções como "Paradise (Not For Me)" e "Live to Tell". A performance de Madonna no último, no qual ela aparecia crucificada em uma cruz de vidro decorada enquanto usava uma coroa de espinhos na cabeça, enfrentou forte reação da mídia e de grupos religiosos cristãos. A empresa asiática de mídia e serviços Fridae informou que o álbum foi banido em Cingapura, Malásia e partes do leste da Ásia, devido à inclusão dessa performance no DVD.

## Análise da crítica
| Críticas profissionais | Críticas profissionais |
| Avaliações da crítica  | Avaliações da crítica  |
| Fonte                  | Avaliação              |
| ---------------------- | ---------------------- |
| AllMusic               | [ 6 ]                  |
| BBC Music              | B                      |
| The Hindu              | (Positivo)             |
| Pitchfork              | (4.2/10)               |
| Slant Magazine         | [ 10 ]                 |
| Stylus Magazine        | A−                     |

Stephen Thomas Erlewine, do AllMusic, considerou que a versão em CD do álbum "não foi tão divertida de ouvir, mesmo que as reinterpretações dos sucessos de 20 anos sejam interessantes. O DVD não parece tão frio graças inteiramente ao um toque especial dos visuais e a eficiência determinada do programa, mas, mesmo assim, isso interessa principalmente às pessoas que não se importam em comprar outro CD/DVD ao vivo apenas um ano após o primeiro". Ed Gonzalez, da Slant Magazine, sentiu que o final do concerto no álbum "é um lembrete de que a música de Madonna não precisa ser motivada por sexo ou política para ser boa, desde que mostre uma pitada de coração e alma". Thomas Inskeep, da Stylus Magazine, também elogiou o final da turnê. De acordo com ele, "[The Confessions Tour] é quase exclusivamente otimista, encenado dentro de uma polegada de sua vida e ainda mais vivaz do que tudo o que ela faz há anos. A versão em CD são 13 faixas reduzidas extraídas do show ao vivo, um Deus santo, que fuma". No entanto, ele sentiu que o disco perde força durante a parte "Confissões", que demonstra um trio de indivíduos confessando seus sofrimentos na vida.
Tom Young, da BBC Music, Ele disse que não viu as performances reais na turnê e sentiu que "parte da magnitude da performance está perdida e as mudanças de faixa / cena parecem desnecessariamente longas. [...] No que diz respeito aos álbuns ao vivo, este é um trabalho bem feito". Stephen M. Deusner, da Pitchfork fez uma crítica negativa ao álbum, afirmando que "a própria Madonna é a principal culpada. No palco, ela se baseia em um poço profundo de incríveis canções pop e tem dinheiro e poder para reinventar esse tipo de circo itinerante. Então, por que não tentar quebrar a barreira entre performance e público e realizar uma rave gigantesca? [...] Åkerlund oferece a você tudo o que você não deseja em um filme de concerto: cortes rápidos incessantes que você não tem noção de espaço ou palco, músicas e vocais superdivididos que não dão a você uma sensação de desempenho e apenas algumas cenas do público para avaliar sua emoção"." Mini Anthikad-Chhibber, do The Hindu, comentou que "Madonna faz todos os esforços nesse trabalho para transformar o mundo em uma pista de dança e é preciso tirar o chapéu para sua energia". No Grammy Awards de 2008, realizado em 10 de fevereiro do mesmo ano no Staples Center, em Los Angeles, o The Confessions Tour venceu na categoria Melhor Filme Musical.

## Desempenho comercial

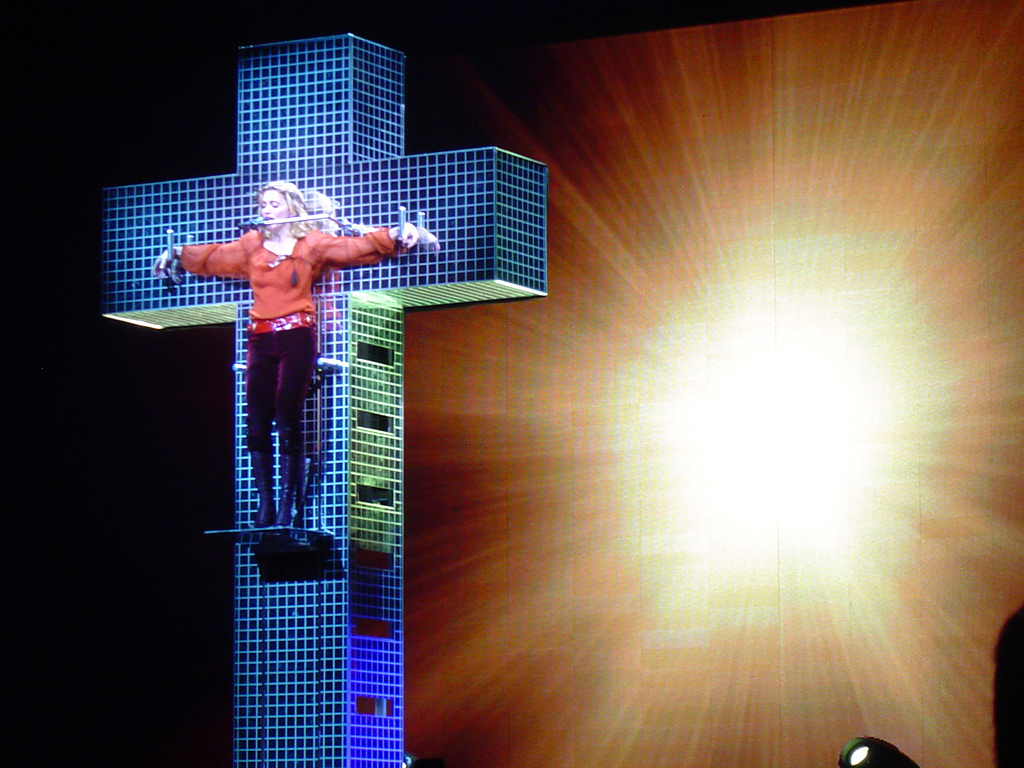
Madonna in her Confessions Tour, hanging from a mirrored cross

Nos Estados Unidos, o álbum estreou na posição de número 15 na parada Billboard 200 com vendas, na primeira semana, de 40,000 unidades, de acordo com a Nielsen SoundScan. No Canadá, o trabalho estreou em segundo lugar na parada Canadian Albums Chart. The Confessions Tour não entrou na parada australiana de álbuns ARIA Albums Chart, mas estreou em primeiro lugar na parada Australian Top 40 DVD, no dia em que foi lançado, 12 de fevereiro de 2007. Na parada australiana de fim de ano, The Confessions Tour apareceu como o 27º DVD mais vendido da Austrália. O álbum recebeu o certificado de ouro pela Australian Recording Industry Association (ARIA), pela venda de 10 mil cópias de unidades do DVD.
Na Europa, The Confessions Tour chegou ao topo das paradas na Bélgica, Espanha, Itália, Portugal, e alcançou o Top 10 nas demais nações europeias. No Reino Unido, o álbum estreou em sétimo lugar na parada UK Albums Chart. No Japão, o álbum chegou à posição de número dez na parada semanal de álbuns Oricon, onde permaneceu por doze semanas. Em Hong Kong, a produção recebeu certificado de ouro pela Federação Internacional da Indústria Fonográfica, por ter se tornado um dos álbuns internacionais mais vendidos em 2007. No México, na Nova Zelândia e na Noruega, o álbum chegou perto mas não conseguiu entrar para o Top 10. O sucesso comercial na Europa fez com que o álbum estreasse na segunda posição na parada European Top 100 Albums, logo atrás do álbum de estúdio de Norah Jones, Not Too Late. O DVD de The Confessions Tour já vendeu mais de 1,2 milhões de cópias em todo o mundo.

## Créditos
Créditos adaptados do encarte do digipak de The Confessions Tour:
| - Diretor – Jonas Åkerlund - Empresa de produção – Semtex Films, Semtex TV Productions - Produtora – Sara Martin - Produtores executivos – Madonna, Angela Becker, Guy Oseary e John Payne | - Forografia – Eric Broms - Edição – Jonas Åkerlund, Philip Richardson, Johan Söderberg e Danny Tull - Figurinista – Jean-Paul Gaultier e Arianne Phillips |

## Lista de faixas
| The Confessions Tour – DVD |                                     |                                                                                      |         |  |
| N.º                        | Título                              | Compositor(es)                                                                       | Duração |  |
| 1.                         | "Future Lovers" / "I Feel Love"     | Madonna Mirwais Ahmadzaï / Donna Summer Peter Bellotte Giorgio Moroder               | 8:04    |  |
| 2.                         | "Get Together"                      | Madonna Stuart Price Anders Bagge Peer Astrom                                        | 5:19    |  |
| 3.                         | "Like a Virgin"                     | Tom Kelly Billy Steinberg                                                            | 4:08    |  |
| 4.                         | "Jump"                              | Madonna Price Joe Henry                                                              | 4:56    |  |
| 5.                         | "Confessions"                       | Madonna Patrick Leonard Daniel "Cloud" Campos Sofia Boutella Leroy "Hypnosis" Barnes | 3:55    |  |
| 6.                         | "Live to Tell"                      | Madonna Leonard                                                                      | 5:10    |  |
| 7.                         | "Forbidden Love"                    | Madonna Price                                                                        | 4:24    |  |
| 8.                         | "Isaac"                             | Madonna Price                                                                        | 6:45    |  |
| 9.                         | "Sorry"                             | Madonna Price                                                                        | 5:02    |  |
| 10.                        | "Like It or Not"                    | Madonna Christian Karlsson & Pontus Winnberg Henrik Jonback                          | 4:51    |  |
| 11.                        | "Sorry" (Remix)                     | Madonna Price                                                                        | 3:37    |  |
| 12.                        | "I Love New York"                   | Madonna Price                                                                        | 5:43    |  |
| 13.                        | "Ray of Light"                      | Madonna William Orbit Clive Muldoon Dave Curtis Christine Leach                      | 6:26    |  |
| 14.                        | "Let It Will Be"                    | Madonna Ahmadzaï Price                                                               | 7:32    |  |
| 15.                        | "Drowned World/Substitute for Love" | Madonna Orbit Rod McKuen Anita Kerr David Collins                                    | 5:00    |  |
| 16.                        | "Paradise (Not for Me)"             | Madonna Ahmadzaï                                                                     | 5:05    |  |
| 17.                        | "Music Inferno"                     | Madonna Ahmadzaï / Leroy Green Tyrone Kersey                                         | 7:49    |  |
| 18.                        | "Erotica"                           | Madonna Shep Pettibone Anthony Shimkin                                               | 4:47    |  |
| 19.                        | "La Isla Bonita"                    | Madonna Leonard Bruce Gaitsch                                                        | 5:02    |  |
| 20.                        | "Lucky Star"                        | Madonna                                                                              | 4:36    |  |
| 21.                        | "Hung Up"                           | Madonna Price Benny Andersson Björn Ulvaeus                                          | 9:24    |  |
| 22.                        | "Créditos"                          |                                                                                      | 3:31    |  |
| Duração total:             | Duração total:                      | Duração total:                                                                       | 2:02:38 |  |

| The Confessions Tour – Material bônus do DVD |                            |         |  |
| N.º                                          | Título                     | Duração |  |
| 1.                                           | "Je Suis L'art"            | 12:20   |  |
| 2.                                           | "They're Naughty Children" | 1:36    |  |
| 3.                                           | "Rollerskating"            | 1:40    |  |
| 4.                                           | "Galeria de fotos"         | 1:47    |  |
| Duração total:                               | Duração total:             | 17:23   |  |

| The Confessions Tour – CD |                                 |                                            |         |  |
| N.º                       | Título                          | Compositor(es)                             | Duração |  |
| 1.                        | "Future Lovers" / "I Feel Love" | Madonna Ahmadzaï / Summer Bellotte Moroder | 8:00    |  |
| 2.                        | "Like a Virgin"                 | Kelly Steinberg                            | 4:13    |  |
| 3.                        | "Jump"                          | Madonna Price Henry                        | 4:53    |  |
| 4.                        | "Confessions"                   | Madonna Leonard Campos Boutella Barnes     | 3:53    |  |
| 5.                        | "Isaac"                         | Madonna Price                              | 6:45    |  |
| 6.                        | "Sorry"                         | Madonna Price                              | 5:03    |  |
| 7.                        | "Sorry" (Remix)                 | Madonna Price                              | 3:44    |  |
| 8.                        | "I Love New York"               | Madonna Price                              | 5:36    |  |
| 9.                        | "Let It Will Be"                | Madonna Price Ahmadzaï                     | 4:45    |  |
| 10.                       | "Music Inferno"                 | Madonna Ahmadzaï / Green Kersey            | 7:41    |  |
| 11.                       | "Erotica"                       | Madonna Pettibone Shimkin                  | 4:55    |  |
| 12.                       | "Lucky Star"                    | Madonna                                    | 3:50    |  |
| 13.                       | "Hung Up"                       | Madonna Price Andersson Ulvaeus            | 9:50    |  |
| Duração total:            | Duração total:                  | Duração total:                             | 1:13:14 |  |

| The Confessions Tour – Faixas bônus da iTunes Store |                |                                    |         |  |
| N.º                                                 | Título         | Compositor(es)                     | Duração |  |
| 14.                                                 | "Get Together" | Madonna Price Bagge Astrom         | 5:22    |  |
| 15.                                                 | "Ray of Light" | Madonna Orbit Muldoon Curtis Leach | 6:12    |  |
| Duração total:                                      | Duração total: | Duração total:                     | 1:24:34 |  |

Notas
- "Music Inferno" contém o medley interlúdio "The Duck Mixes the Hits".[2]

### Formatos
- CD/DVD – Digipak duplo contendo o DVD e o CD ao vivo.
- DVD – DVD contendo toda a apresentação ao vivo além de material bônus.
- Download digital – Contendo toda a apresentação ao vivo além de 15 performances em áudio, incluindo as faixas bônus "Ray of Light" e "Get Together."

## Desempenho nas tabelas musicais

### Tabelas semanais
| Tabela musical (2007)                  | Melhor posição |
| -------------------------------------- | -------------- |
| Alemanha (GfK Entertainment Charts)    | 2              |
| Argentina (CAPIF)                      | 2              |
| Austrália (Australian Top 40 DVD)      | 2              |
| Bélgica (Ultratop 50 de Flandres)      | 3              |
| Bélgica (Ultratop 40 de Valônia)       | 1              |
| Canadá (Canadian Albums Chart)         | 2              |
| Dinamarca (Hitlisten)                  | 5              |
| Escócia (OCC)                          | 9              |
| Espanha (PROMUSICAE)                   | 1              |
| Estados Unidos (Billboard 200)         | 15             |
| Estados Unidos (Top Tastemaker Albums) | 13             |
| Europa (European Top 100 Albums)       | 2              |
| Finlândia (IFPI Finlândia)             | 5              |
| França (SNEP)                          | 2              |
| Hungria (MAHASZ)                       | 1              |
| Irlanda (IRMA)                         | 10             |
| Itália (FIMI)                          | 1              |
| Japão (Oricon)                         | 10             |
| México (AMPROFON)                      | 16             |
| Noruega (VG-lista)                     | 15             |
| Nova Zelândia (Recorded Music NZ)      | 23             |
| Países Baixos (MegaCharts)             | 2              |
| Polônia (ZPAV)                         | 5              |
| Portugal (AFP)                         | 1              |
| Reino Unido (UK Albums Chart)          | 7              |
| República Checa (IFPI Česká Republika) | 1              |
| Suécia (Sverigetopplistan)             | 8              |
| Suíça (Schweizer Hitparade)            | 2              |

| Tabela musical (2007)               | Melhor posição |
| ----------------------------------- | -------------- |
| Alemanha (GfK Entertainment Charts) | 86             |
| França (SNEP)                       | 5              |
| México (AMPROFON)                   | 7              |
| Países Baixos (MegaCharts)          | 74             |

## Vendas e certificações
| Região                                                                                             | Certificação | Vendas   |
| -------------------------------------------------------------------------------------------------- | ------------ | -------- |
| Alemanha (BVMI)                                                                                    | 2× Platina   | 100 000^ |
| Argentina (CAPIF)                                                                                  | Platina      | 40 000^  |
| Austrália (ARIA)                                                                                   | Platina      | 15,000^  |
| Bélgica (BEA)                                                                                      | Ouro         | 15,000*  |
| Brasil (Pro-Música Brasil)                                                                         | Ouro         | 15,000*  |
| Finlândia (Musiikkituottajat)                                                                      | Ouro         | 6,291    |
| Hong Kong (IFPI Hong Kong)                                                                         | Ouro         | 7,500*   |
| Hungria (MAHASZ)                                                                                   | 2× Platina   | 40,000^  |
| México (AMPROFON)                                                                                  | Ouro         | 50,000^  |
| Polônia (ZPAV)                                                                                     | Platina      | 10,000*  |
| Portugal (AFP)                                                                                     | Platina      | 8,000^   |
| Reino Unido (BPI)                                                                                  | Prata        | 60,000^  |
| Rússia (2M)                                                                                        | Ouro         | 10,000*  |
| ^distribuições baseadas apenas na certificação *números de vendas baseados somente na certificação |              |          |

## Histórico de lançamento
| País           | Data                   | Formato | Gravadora    | Ref.   |
| -------------- | ---------------------- | ------- | ------------ | ------ |
| Europa         | 26 de janeiro de 2007  | CD, DVD | Warner Bros. | [ 67 ] |
| Estados Unidos | 29 de janeiro de 2007  | CD, DVD | Warner Bros. | [ 68 ] |
| Canadá         | 29 de janeiro de 2007  | CD, DVD | Warner Bros. | [ 69 ] |
| Austrália      | 3 de fevereiro de 2007 | CD, DVD | Warner Bros. | [ 70 ] |
| Japão          | 7 de março de 2007     | CD, DVD | Warner Bros. | [ 71 ] |